# 栗原信遠
栗原 信遠（くりはら のぶとお）は、戦国時代の武将。甲斐武田家の家臣。

## 経歴・人物
栗原氏は甲斐守護・武田信成の子・武続が栗原郷（山梨市）を本貫としたことから始まり、信遠は下栗原に居館（現：大翁寺）を構えたという。
父・信明は祖父・信通の次男であったが、信通の嫡男・信続が長禄2年（1458年）に討死した際に信続の子・信尊が幼少であったことから、信明が家督を継いだ。以後、信明の系統が栗原氏嫡流となった。
明応元年（1492年）より、武田信昌・油川信恵と武田信縄の武田氏惣領を巡る争いに際し、信昌方として勢力の中核を担ったという。同年、信昌方の国中の軍勢を率いて信縄方であった河内地方の穴山信懸を攻撃している。
文亀元年（1501年）2月27日の合戦で敗北し、子息の彦二郎と共に自害する。